# Nikki, Benin
Nikki är en ort och en kommun i Benin.   Den ligger i departementet Borgou, i den centrala delen av landet, 400 km norr om huvudstaden Porto-Novo. Kommunen har en yta på 3 171 km2, och den hade 151 232 invånare år 2013.  Centralorten Nikki beräknas ha ungefär 100 000 invånare.
Omgivningarna runt Nikki är en mosaik av jordbruksmark och naturlig växtlighet. Runt Nikki är det ganska glesbefolkat, med 29 invånare per kvadratkilometer.